# Johanne Léveillé
Pour les articles homonymes, voir Léveillé.
Johanne Léveillé est une actrice québécoise. Active dans le doublage, elle est principalement connue pour avoir interprété la voix de Bart Simpson dans la version québécoise de la série d'animation Les Simpson, de Paulette Hill dans la version québécoise de Henri pis sa gang (King of the Hill), de BJ dans la version québécoise (Barney & Friends) ou encore de Lucy Fernandez dans la série Degrassi. Elle double aussi la voix de Molly Weasley dans la saga cinématographique Harry Potter. Elle a également doublé plusieurs stars hollywoodiennes.
Elle est également directrice artistique, dirigeant notamment le doublage de la version québécoise des Simpson, aux côtés de Benoît Rousseau.

## Filmographie
- 2013 : Tom à la ferme : employée à la station-service

## Doublage

### Cinéma

#### Films
| - Julie Walters dans : - Harry Potter à l'école des sorciers (2001) : Molly Weasley - Harry Potter et la Chambre des secrets (2002) : Molly Weasley - Harry Potter et le Prisonnier d'Azkaban (2004) : Molly Weasley - Harry Potter et l'Ordre du phénix (2007) : Molly Weasley - Mamma Mia ! (2008) : Rosie - Harry Potter et le Prince de sang-mêlé (2009) : Molly Weasley - Harry Potter et les Reliques de la Mort : 1re partie (2010) : Molly Weasley - Harry Potter et les Reliques de la Mort : 2e partie (2011) : Molly Weasley - Rosie O'Donnell dans : - La Magie du destin (1993) : Becky - Voiture 54, où êtes-vous ? (1994) : Lucille Toody - Les Pierrafeu (1994) : Bertha Laroche - Évasion vers l'Eden (1994) : Sheila Kingston - Souvenirs d'été (1995) : Dr Roberta Martin - Femmes de rêve (1996) : Gina Barrisano - Éveil à la vie (1998) : Sœur Terry - Elisabeth Shue dans : - Cocktail (1988) : Jordan Mooney - Gracie (2007) : Lindsay Bowen - Hamlet 2 (2008) : elle-même - Piranha 3D (2010) : Shérif Julie Forester - La Maison au bout de la rue (2012) : Sarah - À la poursuite de Mavericks (2012) : Kristy Moriarity - Regina Hall dans : - Film de peur (2000) : Brenda Meeks - Film de peur 2 (2001) : Brenda Meeks - Film de peur 3 (2003) : Brenda Meeks - Film de peur 4 (2006) : Brenda Meeks - Joyeuses funérailles (2010) : Michelle - Mo'Nique dans : - Haute Coiffure (2004) : Peaches - Domino (2005) : Lateesha Rodriguez - Steppin' : Le step dans le sang (2009) : Tante Carla - La véritable Precious Jones (2009) : Mary - Kathy Najimy dans : - Abracadabra (1993) : Mary Sanderson - Rock n' Nonne 2 : De retour au couvent (1993) : Sœur Mary Patrick - Course folle (2001) : Bev Pear - Nelly Frijda dans : - Les Lavigueur déménagent (1986) : Mme Lavigueur - Les Lavigueur redéménagent (1992) : Mme Lavigueur - Les Lavigueur 3 : Le Retour (1995) : Mme Lavigueur - Colleen Camp dans : - Filles matérialistes (2006) : Charlene - L'Assistant du vampire (2009) : Mme Shan - Patrika Darbo dans : - Les extraterrestres en balade (1990) : Mme Vanderspool - Sur la ligne de feu (1993) : Pam Magnus - Nora Dunn dans : - Tobby 2 : Receveur étoile (1998) : Natalya - Le Grand Coup de Max Keeble (2001) : Lily Keeble - Shelley Duvall dans : - Commando suprême (1991) : Jenny Wilcox - Casper et Wendy (1998) : Gabby - Conchata Ferrell dans : - Erin Brockovich (2000) : Brenda - Crime + Châtiment en ville (2001) : Bella - Irma P. Hall dans : - Mauvaise Fréquentation (2002) : Mme Banks - Bad Lieutenant : Escale à La Nouvelle-Orléans (2009) : Binnie Rogers - O-Lan Jones dans : - Le meurtre dans le sang (1994) : Mabel - Mars attaque ! (1996) : Sue Ann Norris - Shannon Lawson dans : - Les nourrissons de la misère (1995) : Ann O'Dwyer - Le mystère d'Ambrose Small (1998) : Vivian Doughty - Edie McClurg dans : - Qui sait quoi ? (2002) : Pat - Dickie Roberts, ex enfant star (2003) : Mme Gertrude - Theresa Randle dans : - Mauvais Garçons (1995) : Theresa Burnett - Mauvais Garçons 2 (2003) : Theresa Burnett - Mary Ellen Trainor dans : - L'Arme fatale 3 (1992) : Dr Stephanie Woods - L'Arme fatale 4 (1998) : Dr Stephanie Woods - Nancy Travis dans : - Trois hommes et une jeune demoiselle (1990) : Sylvia Bennington - Fluke (1995) : Carol Johnson - 1985 : Le prix de l'exploit : Sarah (Rae Dawn Chong) - 1985 : Mon cousin américain : Shirley Darling (Camille Henderson) - 1988 : Mission S.A.U.V.E.T.A.G.E. : Adrian Phillips (Christine Harnos) - 1988 : Heartbreak Hotel : Rosie Pantangellio (Jacque Lynn Colton) - 1988 : Entre deux plages : CC à 11 ans (Mayim Bialik) | - 1989 : Batman : Becky Narita (Kit Hollerbach) - 1989 : Turner et Hooch : Katie (Mary McCusker) - 1989 : Prancer : Carol Wetherby (Ariana Richards) - 1990 : Une jolie femme : Kit De Luca (Laura San Giacomo) - 1990 : Le mariage de Betsy : Connie Hopper (Ally Sheedy) - 1990 : Monsieur Destin : Ellen Jane Burrows / Robertson (Linda Hamilton) - 1990 : Le Mystère von Bülow : Sarah (Annabella Sciorra) - 1990 : De quoi j'me mêle encore : Mikey, enfant - 1991 : New Jack City : Keisha (Vanessa Williams) - 1991 : Fais de l'air Fred : Elizabeth, enfant (Ashley Peldon) - 1991 : Robin des Bois, prince des voleurs : Mortianna (Geraldine McEwan) - 1991 : Scanners II : Le nouveau règne : Alice Leonardo (Isabelle Mejias) - 1991 : Dutch : Hailey (Elizabeth Daily) - 1991 : Trompée : Charlotte (Robin Bartlett) - 1991 : Suzie Frisettes : Anise Hall (Gail Boggs) - 1992 : Dernière limite : Belinda (Kamala Lopez) - 1992 : Fleur de poison : Sylvie Cooper (Sara Gilbert) - 1992 : L'homme d'Encino : Ella (Robin Tunney) - 1992 : Meurtre dans l'objectif : Stacey (Barbara Gajewska) - 1992 : Un monsieur distingué : Loretta (Sheryl Lee Ralph) - 1992 : Une seconde chance : Blanche Finley (Karla Tamburrelli) - 1993 : Sans Retour : Beth (Lorraine Toussaint) - 1993 : Robin des Bois : Héros en collants : Pousse-balai (Megan Cavanagh) - 1993 : L'inconnu de Castle Rock : Ruth Roberts (Ann Warn Pegg) - 1993 : Le meilleur ami de l'homme : Judy Sanders (Robin Frates) - 1993 : Philadelphie : Chandra (Chandra Wilson) - 1994 : Maman ne se laisse pas marcher sur les pieds : Misty Sutphin (Ricki Lake) - 1994 : Amour, obsession et uniforme : Sheila Riggs (Nancy Cser) - 1994 : Corrina, Corrina : Shirley (Lucy Webb) - 1995 : Bons baisers de France : Lilly (Renée Humphrey) - 1995 : Power Rangers, le film : Alpha 5 (Peta-Maree Rixon) - 1995 : Moi, papa ?! : employée au tennis (Kristin Davis) - 1995 : Force Excessive 2 : Force contre Force : Grace (Terri J. Vaughn) - 1996 : Minuit à Saint-Petersbourg : Brandy (Michelle Burke) - 1996 : Drôle de numéro : Inga Gunther (Joan Cusack) - 1996 : Rendez-vous virtuel : Amy (Elizabeth Kaitan) - 1996 : Mme Winterbourne : Christine (Jane Krakowski) - 1996 : Eddie : Claudine (Lisa Ann Walter) - 1996 : Passions d'automne : Catherine Creek (Nell Carter) - 1996 : L'école, c'est secondaire : Julie Rubels (Natasha Gregson Wagner) - 1996 : Armée et Dangereuse : Cleo (Queen Latifah) - 1996 : Jeunes sorcières : Kelsey (Clea DuVall) - 1997 : Selena : Suzette Quintanilla (Jackie Guerra) - 1997 : Tobby : Le joueur étoile : Directrice Pepper (Nicola Cavendish) - 1998 : Surdoué : Tonya (Cee Cee Michaela) - 1998 : Voici les Deedles : Jo-Claire (Hattie Winston) - 1998 : Docteur Dolittle : Pigeon femelle - 1998 : Au fil de l'amour : Vanessa (Regina King) - 1999 : Les pros du collège : Mo Moxon (Jill Parker Jones) - 1999 : Trippant : Louise Reed (Aloma Wright) - 1999 : Mickey Belle Gueule : Carol (Maddie Corman) - 1999 : Au-delà du jeu et de l'amour : la barmaid de l’aéroport (Arnetia Walker) - 1999 : Magnolia : Marcie (Cleo King) - 2000 : Drôle de vendredi : Sucre d'orge (Kym Whitley (en)) - 2000 : Ça va brasser ! : Eugenia King (Caroline Rhea) - 2000 : Chez Big Momma : Hattie Mae Pierce (Ella Mitchell) - 2000 : Mes cinq chéries : Janet (Karin Konoval) - 2000 : Ce que femme veut : Flo (Loretta Devine) - 2001 : Les deux pieds sur terre : Wanda (Wanda Sykes) - 2001 : Le Journal de Bridget Jones : Perpetua (Felicity Montagu) - 2001 : Tout ce qu'on peut apprendre d'une femme au premier regard : l'infirmière (Juanita Jennings) - 2001 : Morts de Peur : Jezelle (Patricia Belcher) - 2001 : Pas encore un film d'ados ! : l'hôtesse de l'air (Molly Ringwald) - 2002 : Mort à Smoochy : Tommy Cotter (Pam Ferris) - 2002 : Le Chasseur de crocodiles : Le chemin des collisions : elle-même (Terri Irwin) - 2002 : Encore un drôle de vendredi : Mme Jones (Anna Maria Horsford) - 2003 : Le truand de Malibu : Gladys (Niecy Nash) - 2003 : Gigli : la mère de Gigli (Lainie Kazan) - 2004 : Entre sœurs II : Déchaînées : Dr Brookner (Patricia Idlette) - 2004 : Escapade à New York : Shirley (Mary Bond Davis) - 2005 : Rory O'Shea : Eileen (Brenda Fricker) - 2006 : Nounou McPhee : Mme Blatherwick (Imelda Staunton) - 2006 : Incisions : Janene (Lorena Gale) - 2006 : Entrez dans la danse : « Big Girl » (Shawand McKenzie) - 2006 : Les Vacances : une femme dans l'avion (Judith Drake) - 2006 : Au fil de l'hiver : Lori Lansky (Amy Madigan) - 2007 : Couple et couplets : Rhonda Fisher (Kristen Johnston) - 2007 : Les apprentis golfeurs : Lady G (Sherri Shepherd) - 2007 : Stardust, le mystère de l'étoile : Sal (Melanie Hill) - 2007 : Le Porte-Bonheur : Reba (Ellia English) - 2007 : Comment survivre à sa mère : Clara (Ellen David) - 2008 : La Liste : Mama A (Elizabeth Omilami) - 2010 : Lettres à Juliette : Lorraine (Marcia DeBonis) - 2010 : Destin de femmes : Ada (S. Epatha Merkerson) - 2010 : Pangasius : elle-même (Angela Wesselman) - 2010 : Like Dandelion Dust : Allyson Bower (L. Scott Caldwell) - 2013 : Coup de filet : Mary Ellen (Amanda Hurwitz) |

#### Films d'animation
- 1987 : Les Calinours au pays des merveilles : Alice / Princesse
- 1988 : Cathy et les extra-terrestres : Rosetta
- 1994 : Un troll à Central Park : les fleurs
- 1996 : Retour au bercail 2 : Perdus à San Francisco : Sledge
- 1997 : Les Chats ne dansent pas : Tillie Hippo
- 1999 : South Park : Plus grand, plus long et sans coupure : Sheila Broflovski
- 2002 : Le film des Supers Nanas : Belle
- 2004 : La Ferme de la prairie : Maggie
- 2007 : Les Simpson, le film : Bart Simpson
- 2011 : Gnoméo et Juliette : Miss Montague
- 2011 : Le retour du petit chaperon rouge : La contre-attaque : Gretel

### Télévision

#### Téléfilms
- 1988 : Larmes d'Émeraude : George (Gayle Garfinkle)
- 1989 : L'Amour et la Haine : Stephanie Thatcher (Vicki Wauchope)
- 1992 : Portrait Robot : Claire (Stacy Haiduk)
- 1992 : Les garçons de Saint-Vincent : 15 ans plus tard : Sheilah (Kristine Demers)
- 1994 : Tel père, tel scout : Francine (Kimberly Scott)
- 1996 : Vies de femmes : Fern Doherty (Kate Hennig)

#### Téléfilms d'animation
- 1983 : Les fables d'Ésope : la déesse du printemps / Mme Fourmi
- 1987 : Le Noël de Garfield : Maman
- 1989 : Les neuf vies de Garfield : Sara
- 1989 : Les terriens, bienvenue à Bolognia : Benny / Boonka / commis
- 1990 : Les personnages animés préférés à la rescousse : Maman / Théodore / Bébé Piggy
- 1991 : La Fée des Dents, où es-tu ? : Dottie
- 1992 : La Légende du Vent du Nord : Watuna

#### Séries télévisées
- 1986 - 1988 : Le Clan Campbell (en) : Emma Campbell (Amber Lea Weston) (seulement les deux premières saisons ont été doublées au Québec[1].)
- 1987 - 1988 : Degrassi : Lucy Fernandez / Lorraine « L. D. » Delacorte (Anais Granofsky / Amanda Cook) (seulement les deux premières saisons ont été doublées au Québec[2].)
- 1988 : Campus : Christine Hutchison (Ara Carrera)
- 1990 - 1993 : Cocotte Minute : Cocotte
- 1992 - 1997 : Au nord du 60e : Rosie Deela (Tina Louise Bomberry)
- 1996 - 1997 : Haute Finance : Susannah Marks (Janet Bailey)
- 2002 - 2010 : Barney & Friends : B.J.
- 2008 : La Petite Mosquée dans la prairie : Fatima Dinssa (Arlene Duncan) (seulement la saison 1 de la série a été doublée au Québec et elle a été traduite en 2008[3],[4].)
- 2009 - 2010 : Indie à tout prix : Mme Roland (Deborah Grover)
- 2013 - 2014 : Orange Is the New Black : Suzanne « Crazy Eyes ou La folle dingue » Warren (Uzo Aduba) (les prochaines saisons seront doublées en France[5].)

#### Séries d'animation
- 1984 : Transformers : Arcee / Carly / Fairborne
- 1985 : Les Calinours : Désirours
- 1985-1992 : Les Amis Ratons : Mélissa Laveur
- 1986-1987 : Les aventuriers de l'espace : Professeure Anne
- 1987 : La Bande à Ovide : Ko
- depuis 1989 : Les Simpson : Bart Simpson / Marge Simpson (lorsque Marge chante) / Amy Wong (épisode : Simpsorama)
- 1989-1991 : Babar : Victor
- 1991 : Bino Fabule : Cloche
- 1991-1997 : Rupert l'ours : Édouard l'éléphant
- 1995 : Les Trois Petites Sœurs : Camomille la sorcière
- 1997 : Henri pis sa gang : Paulette Hill (seulement les 7 premières saisons ont été doublées au Québec[6])
- 1999 - 2002 : Angela Anaconda : Angela Anaconda
- 2006 : Mon poison rouge : Stanford
- 2008 : Blaise le blasé : Boon-Mee Leblanc / Mme Pyrowski / Mme Butterfly
- 2008 : Zigby : Zigby / Lionel
- 2009 : South Park : la mairesse McDaniels (Saison 1, épisodes 1 à 6)

### Documentaires
- 1995 : Écono mixte - Les besoins et les échanges : Narration
- 1995 : Écono mixte - Le marché : Narration
- 1995 : Écono mixte - La production : Narration
- 1995 : Écono mixte - La consommation : Narration
- 1995 : Écono mixte - Le système bancaire : Narration
- 1995 : Écono mixte - Le rôle de l'État : Narration
- 1995 : Écono mixte - Les enjeux de demain : Narration

### Jeux vidéo
Mia Lecture - Un Périlleux périple pour sauver Mamie Mimi: Mia
Mia Sciences - Le Mystère du chapeau perdu: Mia
Mia Maths - Juste à temps: Mia
Mia Langues - Le Complot de Mataharat: Mia